# 秋吉夕紀
秋吉 夕紀（あきよし ゆうき、1985年10月2日 - ）は、大分県出身のプロボウラー。JPBA第56期生。ライセンスNo.613（2024年再入会）。旧ライセンスNo.442（2008年交付、2010年退会、第41期生）。2010年〜2013年までLBOのプロボウラーだった。千葉県立犢橋高等学校卒業。千葉商科大学商経学部卒業。株式会社イースタンスポーツ（本八幡スターレーン）所属。身長160cm。血液型AB型。右投げ。

## 来歴
- ボウリングブームが去ったあとも足繁くボウリング場に通う両親のもとで育ち、そんな両親に連れられて週末にボウリング場へ通ううちにその雰囲気の良さ、居心地の良さにハマりボウリングが好きになっていく[2]。
- 小学校5年生の時にマイボールとマイシューズを両親からプレゼントされると、自然とボウリング場に通う機会も多くなり、よりボウリングを純粋に楽しむようになった[2]。
- 中学校に進学すると陸上部に入部し短距離走の選手として活躍するが、部活動でどれだけ疲れていてもボウリング場通いは続けていた[2]。
- その後、大分県から千葉県に転居し、高校2年生の時に出場した国体がきっかけとなり1学年上の張ヶ谷順子と出会い交流が始まる[2]。また、高校2年生〜3年生の2年間はオールジャパンジュニアチームのメンバーに選ばれ強化合宿に参加し、投球技術を磨いていく[2]。
- 千葉商科大学に進学すると先輩の張ヶ谷順子からの誘いもありボウリング部に入部し、学生連合に参加しながら活躍の場を広げていく[2]。
- 2008年、大学卒業後、日本プロボウリング協会「JPBA」のプロ資格取得テストに一発合格しプロボウラーとなる（ライセンスNo.442）。
- 2010年、自身のスポンサーであるDHCが新たに女子プロボウリング団体となる「LBO」を発足させるにあたりJPBAを退会しライセンスを返上、LBOのチャーターメンバーとして移籍[3]するも2013年に解散となる[4]。
- 2020年に開催予定であったJPBAのプロ資格取得テストを再度受験するため、受験申請書と再受験理由書を提出したものの通らず受験が非承認となった[注 1][6]。
- 2021年の受験も検討したが、自身の体調不良等を理由にプロ資格取得テスト受験を見送ることにしたことと、今後は体調を整えて機会があればまた挑戦したいとブログで心境を明かした[7]。
- 2022年5月19日、自身のブログで、妊娠したことを公表した[8]。
- 2022年9月28日に第一子となる男児を出産[9]。
- 2024年5月14日、女子56期のプロテストでトップ合格を果たしJPBAプロへ復帰した（新たなライセンスNo.613）[注 2][10]。

## メディア出演

### テレビ番組
- RKB毎日放送「九州青春銀行」内「ボウリングをメジャー」にしたい」コーナーに出演。
- テレビ東京「キンコンヒルズ」
- テレビ東京「釣りロマンを求めて」
- BSジャパン「DHC発ボウリング娘 IN U.S.A」
- テレビ朝日「堂本剛の正直しんどい」
- BS-TBS「ストライク・ガール〜ボウリング新時代〜」